# Rudolf Heinrich Suttrop

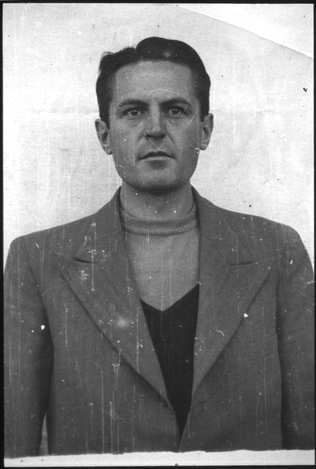
Rudolf Heinrich Suttrop in amerikanischer Internierung, Aufnahme von 1945

Rudolf Heinrich Suttrop (* 17. Juli 1911 in Lünen; † 28. Mai 1946 im Landsberg am Lech) war ein deutscher SS-Obersturmführer und als Adjutant des Lagerkommandanten in den Konzentrationslagern Groß-Rosen und Dachau eingesetzt.

## Biografie
Suttrop, verheiratet und Vater dreier Kinder, war seit September 1933 Mitglied der SS (SS-Nummer 230.953). Im September 1937 trat er der NSDAP bei (Mitgliedsnummer 4.330.444). Spätestens ab 1936 war Suttrop Angehöriger der Lagermannschaft des KZ Sachsenburg und wechselte nach der Auflösung des Lagers im Juli 1937 zur Wachmannschaft des neuerrichteten KZ Buchenwald. Nach Ausbruch des Zweiten Weltkrieges war er Angehöriger der SS-Totenkopfdivision, eines Teils der Waffen-SS, und kam zum Fronteinsatz.
Von September 1941 bis zum 15. Mai 1942 wurde Suttrop als Adjutant im KZ Groß-Rosen unter dem Lagerkommandanten Arthur Rödl eingesetzt. Von Mitte Mai 1942 bis Mitte Mai 1944 fungierte er als Adjutant im KZ Dachau zunächst unter Alexander Piorkowski bis zum Juni 1942, dann bis Ende Oktober 1943 unter Martin Gottfried Weiß und schließlich bis Mitte Mai 1944 unter Eduard Weiter. Dort war er in der Funktion eines Adjutanten verantwortlich für die Belange des 235-köpfigen Kommandanturpersonals, insbesondere für die Abwicklung des Schriftverkehrs, das Fernmeldewesen, die Verwaltung des Fahrzeugparks, die Führung des Kommandanturbüros und die praktische Unterstützung des Lagerkommandanten. Vom 15. Mai 1944 bis zum 6. März 1945 war er wiederum Adjutant unter Johannes Hassebroek im KZ Groß-Rosen.
Nach Kriegsende wurde Suttrop verhaftet und am 15. November 1945 im Dachau-Hauptprozess, der im Rahmen der Dachauer Prozesse stattfand, wegen Kriegsverbrechen vor ein amerikanisches Militärgericht gestellt. Am 13. Dezember 1945 wurde Suttrop, dem keine eigenständig begangenen Straftaten nachzuweisen waren, wegen der „Mithilfe und Teilnahme an den Verbrechen im KZ Dachau“ mit 35 weiteren Mitangeklagten durch das amerikanische Militärgericht zum Tod durch den Strang verurteilt. Das Urteil wurde am 28. Mai 1946 im Kriegsverbrechergefängnis Landsberg am Lech vollstreckt.